# Graglio
Graglio (Graj in dialetto locale) è una frazione geografica del comune italiano di Maccagno con Pino e Veddasca posta sulla strada che scende a Maccagno.

## Storia
Graglio è un piccolo centro abitato di antica origine, appartenente alla Pieve di Val Travaglia. Era sede di un comune autonomo, e vi apparteneva la frazione di Cadero.
Registrato nel 1751 come un borgo di 290 abitanti, nel 1805 raggiunse le 582 unità. In età napoleonica, anno 1809, al Comune di Graglio venne aggregato il limitrofo Comune di Armio, che recuperò l'autonomia nel 1816, in seguito all'istituzione del Regno Lombardo-Veneto. Nel 1821 fu eletto il primo Consiglio comunale.
All'unità d'Italia, anno 1861, il comune di Graglio con Cadero contava 681 abitanti. Nel 1877 mutò la propria denominazione in Cadero con Graglio.
Il comune di Cadero con Graglio venne soppresso nel 1928, e fuso ai comuni di Armio, Biegno e Lozzo, formando il nuovo comune di Veddasca.
Nel 2014 ha seguito le sorti di tutto il comune di Veddasca ed è confluito nel nuovo comune di Maccagno con Pino e Veddasca.

## Monumenti e luoghi d'interesse
Appena fuori dalla località di Graglio si trovano due chiese: la chiesa dei Santi Gervaso e Protaso e la Chiesa di San Giuseppe.